# Bukowy Las Górki
Bukowy Las Górki este o arie protejată (sit de importanță comunitară — SCI) din Polonia întinsă pe o suprafață de 964,6 ha, integral pe uscat.

## Localizare
Centrul sitului Bukowy Las Górki este situat la coordonatele 54°12′43″N 16°07′36″E / 54.212°N 16.1267°E.

## Înființare
Situl Bukowy Las Górki a fost declarat sit de importanță comunitară în octombrie 2009 pentru a proteja 1 specie de animale.

## Biodiversitate
Situată în ecoregiunea continentală, aria protejată conține 5 habitate naturale: Păduri de fag Asperulo-Fagetum, Păduri de stejar sau de stejar și carpen sub-atlantice și medio-europene de Carpinion betuli, Mlaștini împădurite, Păduri aluvionare cu Alnus glutinosa și Fraxinus excelsior (Alno-Padion, Alnion incanae, Salicion albae), Păduri mixte riverane de Quercus robur, Ulmus laevis și Ulmus minor, Fraxinus excelsior sau Fraxinus angustifolia, de-a lungul marilor râuri (Ulmenion minoris).
La baza desemnării sitului se află o specie protejată de  mamifere: vidră de râu (Lutra lutra).